# Ontario, Oregon
Ontario är den största staden i Malheur County i Oregon. Vid 2020 års folkräkning hade Ontario 11 645 invånare.

## Kända personer från Ontario
- Marvin Harada, buddhistisk religiös ledare
- Denny Smith, politiker